# 土曜ワイドラジオ九州
土曜ワイドラジオ九州（どようわいどらじおきゅうしゅう)はRKB毎日放送（RKBラジオ）で放送されていた土曜午後のワイド番組である。

## 番組概要
- スナッピーという名称の「RKBラジオカー」がエリア内を走り回り、各地からリポートを入れたり、リスナーから電話ホットラインを設け放送局と聴取者との双方向交流を目指した番組だった。
- 題名が、RKBのキー局であるTBSラジオで現在も放送されている土曜ワイドラジオTOKYOと酷似しているが、特に関連はない。また、ラジオ九州はRKB毎日放送の初期の局名でもあり、略号のRKB（Radio Kyushu Broadcasting co,ltd）にもその名残が示されている。

## 放送時間
- 土曜日 12:15～17:00（JST）

※後に終了時刻16:30、16:00、15:00に変更

## パーソナリティ
- 中村基樹
  - のちに大関正矩に変更
- 林田スマ

## コーナー
- 12:15 電話リクエスト、スナッピースナップ
- 13:00 西日本新聞暮らしのニュース、交通取締情報
- 13:05 「ラジオ九州・日産ワイドサタデー」（協賛・福岡県日産自動車販売会社グループ各社=福岡日産、日産プリンス福岡、日産サニー福岡、北九州日産モーター、日産部品九州販売）

今週のテーマを決めリスナーから、電話によりテーマに沿ったホットライン（意見、感想）を受ける。
- 15:00（後短縮、消滅）RKB毎日ニュース、出前放送局（後に出前リクエスト）、あなた好みの歌謡ベストテン